# Talsperre Azibo
Die Talsperre Azibo (portugiesisch Barragem do Azibo) liegt in der Region Nord Portugals im Distrikt Bragança. Sie staut den Azibo, einen rechten (nördlichen) Nebenfluss des Sabor zu einem Stausee (port. Albufeira da Barragem do Azibo) auf. Die Talsperre und der Stausee befinden sich in einem Schutzgebiet (port. Paisagem Protegida da Albufeira do Azibo). Die Stadt Macedo de Cavaleiros befindet sich ungefähr fünf Kilometer südwestlich der Talsperre.
Mit dem Projekt zur Errichtung der Talsperre wurde im Jahre 1977 begonnen. Der Bau wurde 1982 fertiggestellt. Die Talsperre dient neben der Bewässerung auch der Trinkwasserversorgung. Sie ist im Besitz der INAG.

## Absperrbauwerk
Das Absperrbauwerk besteht aus einem Staudamm mit Tonkern. Die Höhe beträgt 56 m über der Gründungssohle (52 m über dem Flussbett). Die Dammkrone liegt auf einer Höhe von 606 m über dem Meeresspiegel. Die Länge der Dammkrone beträgt 551 m und ihre Breite 10 m. Das Volumen des Staudamms umfasst 1,561 Mio. m³.
Der Staudamm verfügt sowohl über einen Grundablass als auch über eine Hochwasserentlastung. Über den Grundablass können maximal 45,6 m³/s abgeleitet werden, über die Hochwasserentlastung maximal 170 m³/s. Das Bemessungshochwasser liegt bei 350 m³/s; die Wahrscheinlichkeit für das Auftreten dieses Ereignisses wurde mit einmal in 1000 Jahren bestimmt.

## Stausee
Beim normalen Stauziel von 602 m (maximal 603,65 m bei Hochwasser) erstreckt sich der Stausee über eine Fläche von rund 4,1 km² und fasst 54,47 Mio. m³ Wasser – davon können 46,67 Mio. m³ genutzt werden. Das minimale Stauziel liegt bei 575 m.